# Merianus
Merianus was volgens de legende, zoals beschreven door Geoffrey van Monmouth, koning van Brittannië. Hij werd voorgegaan door koning Gurgintius en werd opgevolgd door zijn zoon Bledudo. Merianus regeerde van 196 v.Chr. - 190 v.Chr.